# Neoeutrypanus mutilatus
Neoeutrypanus mutilatus (лат.) — вид усачей трибы Acanthocinini из подсемейства ламиин.

## Описание
Коренастые жуки с булавовидными бёдрам. От близких видов отличается следующими признаками: переднеспинка без перевязей, в пятнистом опушении (коричневом, беловато-жёлтом); второй членик лапок в черном опушении; пронотум без выступов по бокам от середины в передней половине; усики со щетинками; переднегрудь со срединным латеральным бугорком; первый членик задних лапок немного длиннее, чем два следующих вместе.

## Распространение
Встречаются в Центральной и Южной Америке от Коста-Рики и Панамы до Бразилии и Парагвая.